# Reprezentacja Polski U-19 w futsalu mężczyzn
Reprezentacja Polski U-19 w futsalu – zespół, reprezentujący Rzeczpospolitą Polską, jest jednym z dwóch młodzieżowych futsalowych zespołów narodowych w kraju, powoływanym przez selekcjonera, w którym występować mogą wyłącznie zawodnicy posiadający obywatelstwo polskie i którzy rocznikowo nie przekroczyli 19 roku życia. Za jej funkcjonowanie odpowiedzialny jest Polski Związek Piłki Nożnej (PZPN).

## Historia
Reprezentację Polski U-19 utworzono w 2010 r., a pierwszym selekcjonerem został Klaudiusz Hirsch. 26 marca 2012 w Siematyczach rozegrała ona swój inauguracyjny mecz międzypaństwowy z Ukrainą (przegrany 0:1). Premierowe zwycięstwo odniosła 30 listopada 2013 przeciwko Czechom 2:1 w Popradzie. W marcu 2013 r. Hirscha zastąpił Gerard Juszczak, ówczesny trener reprezentacji U-21. W 2015 r. Juszczaka zastąpił na krótko Marcin Stanisławski. On z kolei został zastąpiony przez Łukasza Żebrowskiego w 2016 r. W 2017 r. Polacy wygrali Turniej Państw Wyszehradzkich w futsalu kategorii U-19. W marcu 2019 r. zakwalifikowali się na pierwsze Mistrzostwa Europy U-19, w Tampere pokonując Finlandię 3:1, Kazachstan 5:1 i Francję 2:1. Pierwszą bramkę dla Polski na ME zdobył bramkarz Krzysztof Iwanek w 10. min. i 3 sek. stając się pierwszym bramkarzem w historii finałów MME, który strzelił gola. Polska finalnie pokonała Rosję 3:2 (2:1), pokonała także Łotwę 3:1(1:0) i przegrała 1:3(1:3) z Portugalią. Finalnie zdobyła 6 punktów w fazie grupowej i awansowała do półfinału, w którym przegrała 1:3 (1:2) z Hiszpanią, późniejszym triumfatorem kończąc udział w turnieju na półfinale. Ze względu na wybuch pandemii COVID 19 w 2020 r. Polacy nie rozegrali żadnego meczu. W 2021 r. zajęli 5. miejsce w towarzyskim turnieju rozgrywanym w Porecu Futsal Week U-19 Spring Cup. W 2022 r. wzięli udział w eliminacjach do przełożonych o rok z powodu pandemii COVID 19 Mistrzostw Europy U-19 w futsalu 2022 w Hiszpanii. Jej rywalami w fińskim Janakkala były Kazachstan, Finlandia i Bośnia i Hercegowina. Polska wygrała z Kazachstanem 3:2 (1:1) i z Finlandią 8:4 (3:1), przegrali 1:3 z Bośnią i Hercegowiną (1:1) uzyskując awans do turnieju finałowego. W turnieju głównym Polacy przegrali 2:4 (1:1) z Portugalią, wygrali 4:1 (2:0) z Włochami i 3:2 (2:1) z Francją. Finalnie zdobyła 6 punktów w fazie grupowej i awansowała do półfinału, w którym przegrała 2:5 po dogrywce (3:2,2:2,1:0) z Hiszpanią kończąc udział w turnieju na półfinale. W eliminacjach do Mistrzostw Europy U-19 w futsalu 2023 w Chorwacji. W mołdawskim Ciorescu rywalami byli Kazachstan, Słowenia i Mołdawia. Po wygranej 3:2 (2:1) z Kazachstanem  i 8:1 (3:1) z Mołdawią oraz remisie 1:1 (1:0) ze Słowenią Polska po raz pierwszy w historii nie uzyskała awansu do finałowego turnieju uznając wyższość Słoweńców bilansem bramkowym. W eliminacjach do turnieju w 2025 Polska trafiła na Estonię, Grecję i Czechy. Całość rozgrywana w Ostrawie. Niestety celu nie udało się osiągnąć z powodu porażki 1:4 (1:1) z Czechami. W dniu 5 sierpnia 2025 roku Łukasz Żebrowski przestał być selekcjonerem reprezentacji Polski U-19 w futsalu 

## Selekcjonerzy
| Imię i nazwisko     | Okres pracy          |
| ------------------- | -------------------- |
| Klaudiusz Hirsch    | do 2013              |
| Gerard Juszczak     | 2013-2015            |
| Marcin Stanisławski | 2015                 |
| Łukasz Żebrowski    | 21.01.2016-5.08.2025 |

## Sztab szkoleniowy
Tabela przedstawia aktualny sztab szkoleniowy kadry U-19:
| Stanowisko         | Osoba                              |
| ------------------ | ---------------------------------- |
| Selekcjoner        | wakat                              |
| Asystent           | Artur Gadzicki                     |
| Trenerzy bramkarzy | Bartłomiej Nawrat Łukasz Błaszczyk |
| Analityk           | Dawid Grubalski                    |
| Lekarz             | Mirosław Dąbal                     |
| Kierownik          | Jacek Paliga                       |
| Fizjoterapeuta     | Kamil Perlik                       |
| Administratorka    | Eliza Seniuk                       |

## Aktualny skład
Zawodnicy powołani przez Łukasza Żebrowskiego na eliminacje Mistrzostw Europy U-19 w futsalu 2025
| Imię i nazwisko     | Data urodzenia | Klub                   |
| Bramkarze           | Bramkarze      | Bramkarze              |
| ------------------- | -------------- | ---------------------- |
| Jakub Florek        | 4.10.2006      | Rekord Bielsko-Biała   |
| Hubert Zadroga      | 13.02.2006     | KS Constract Lubawa    |
| Ziemowit Król       | 24.05.2006     | Ruch Futsal Chorzów    |
| Zawodnicy z pola    |                |                        |
| Olivier Bednarski   | 2006           | GKS Tychy              |
| Maciej Gołąbek      | 16.03.2006     | GKS Tychy              |
| Marcin Ptak         | 27.09.2006     | GKS Tychy              |
| Kacper Pawlus       | 9.08.2006      | Rekord Bielsko-Biała   |
| Radosław Górkiewicz | 16.06.2006     | Rekord Bielsko-Biała   |
| Grzegorz Haraburda  | 7.06.2006      | Jaggiellonia Białystok |
| Hubert Klatkiewicz  | 6.01.2006      | Red Dragons Pniewy     |
| Aleksander Kozak    | 11.09.2006     | Red Dragons Pniewy     |
| Aleksander Kuźma    | 2006           | Futbalo Białystok      |
| Dawid Łapigrowski   | 2007           | Team Lębork            |
| Jakub Sławkowski    | 2007           | FC Toruń               |
| Kacper Sowa         |                | Okocimski Brzesko      |

## Rozgrywki międzynarodowe
Mistrzostwa Europy U-19
| Mistrzostwa Europy U-19 | Mistrzostwa Europy U-19 | Mistrzostwa Europy U-19 | Mistrzostwa Europy U-19 | Mistrzostwa Europy U-19 | Mistrzostwa Europy U-19 | Mistrzostwa Europy U-19 | Mistrzostwa Europy U-19 |    | Kwalifikacje do Mistrzostw Europy U-19 | Kwalifikacje do Mistrzostw Europy U-19 | Kwalifikacje do Mistrzostw Europy U-19 | Kwalifikacje do Mistrzostw Europy U-19 | Kwalifikacje do Mistrzostw Europy U-19 | Kwalifikacje do Mistrzostw Europy U-19 | Kwalifikacje do Mistrzostw Europy U-19 |
| Gospodarz – Rok         | Wynik                   | M                       | Z                       | R                       | P                       | B+                      | B-                      |    | M                                      | Z                                      | R                                      | P                                      | GZ                                     | GS                                     | Selekcjonerzy                          |
| ----------------------- | ----------------------- | ----------------------- | ----------------------- | ----------------------- | ----------------------- | ----------------------- | ----------------------- | -- | -------------------------------------- | -------------------------------------- | -------------------------------------- | -------------------------------------- | -------------------------------------- | -------------------------------------- | -------------------------------------- |
| Łotwa 2019              | Półfinał                | 4                       | 2                       | 0                       | 2                       | 8                       | 9                       | 3  | 3                                      | 0                                      | 0                                      | 10                                     | 3                                      | Żebrowski                              |                                        |
| Hiszpania 2022          | Półfinał                | 4                       | 2                       | 0                       | 2                       | 11                      | 12                      | 3  | 2                                      | 0                                      | 1                                      | 12                                     | 9                                      | Żebrowski                              |                                        |
| Chorwacja 2023          | Nie zakwalifikowała się | Nie zakwalifikowała się | Nie zakwalifikowała się | Nie zakwalifikowała się | Nie zakwalifikowała się | Nie zakwalifikowała się | Nie zakwalifikowała się | 3  | 2                                      | 1                                      | 0                                      | 12                                     | 4                                      | Żebrowski                              |                                        |
| Mołdawia 2025           | Nie zakwalifikowała się | Nie zakwalifikowała się | Nie zakwalifikowała się | Nie zakwalifikowała się | Nie zakwalifikowała się | Nie zakwalifikowała się | Nie zakwalifikowała się | 3  | 2                                      | 0                                      | 1                                      | 15                                     | 7                                      | Żebrowski                              |                                        |
| Razem                   | 2 z 4 turniejów         | 8                       | 4                       | 0                       | 4                       | 19                      | 21                      | 12 | 9                                      | 1                                      | 2                                      | 49                                     | 24                                     |                                        |                                        |

## Sukcesy
Mistrzostwa Europy U-19
- 3. miejsce (2): 2019, 2022

| Mistrzostwa             | złoto | srebro | brąz | Razem |
| ----------------------- | ----- | ------ | ---- | ----- |
| Mistrzostwa Europy U-19 | 0     | 0      | 2    | 2     |
| Łącznie                 | 0     | 0      | 2    | 2     |

- Turniej Państw Wyszehradzkich w futsalu kategorii U-19: (2017)[8]